# Shanayah Howell
Shanayah Howell, née le 7 avril 1999, est une coureuse cycliste arubaine, spécialiste du BMX.

## Biographie
Howell est originaire de San Nicolas, une localité au sud-est de l'île d'Aruba. En 2006 et 2007, elle remporte le « Challenge » dans sa catégorie d'âge aux championnats du monde de BMX,. En 2009 et 2010, elle gagne la National BMX League aux États-Unis chez les jeunes. Un sponsor lui construit une piste de BMX à Aruba afin qu'elle puisse mieux s'entraîner chez elle. 
En 2019, elle apparait sur un timbre dans le cadre d'une série sur les athlètes d'Aruba. Cette même année, elle participe pour la première fois à des compétitions chez les élites et prend la cinquième place aux Jeux panaméricains. En 2022, elle remporte la médaille de bronze aux championnats panaméricains, ainsi que l'année suivante aux Jeux d'Amérique centrale et des Caraïbes. 
En 2024, elle reçoit une wildcard pour participer aux Jeux olympiques de Paris.

## Palmarès en BMX

### Championnats panaméricains
- Santiago del Estero 2022
  -  Médaillée de bronze du BMX

### Jeux d'Amérique centrale et des Caraïbes
- San Salvador 2023
  -  Médaillée de bronze du BMX

### Championnats d'Aruba
- 2019
  -  Championne d'Aruba de BMX
- 2020
  -  Championne d'Aruba de BMX